# Wreż Sabondżjan
Wreż Ardaszas Sabondżjan (ang.: Vrej Sabounjian, Warij Sabounjian)) – libański przemysłowiec i polityk ormiańskiego pochodzenia. Jest prezesem i właścicielem firmy Vresso S.A.L. W 2009 r. bezskutecznie ubiegał się o mandat deputowanego libańskiego parlamentu. 13 czerwca 2011 r. został ministrem przemysłu w gabinecie Nadżiba Mikatiego z ramienia Armeńskiej Federacji Rewolucyjnej.